# Frances Baard (Distrikt)
Frances Baard (englisch Frances Baard District Municipality) ist ein Distrikt in der südafrikanischen Provinz Nordkap. Der Verwaltungssitz des Distrikts befindet sich in Kimberley. Bürgermeister ist Patrick Marekwa.
Der Distrikt ist benannt nach der Politikerin Frances Baard (1901–1997).

## Geografie
Die größten Flüsse sind Vaal, Oranje, Riet, Modder und Harts.

## Gliederung
Die Distriktgemeinde wird von folgenden Lokalgemeinden mit ihren größeren Orten gebildet:
- Sol Plaatjie

Kimberley
- Phokwane

Blyvooruitsig, Hartswater, Jan Kempdorp, Pampierstad, Valspan
- Dikgatlong

Barkly West, Delportshoop
- Magareng

Ikutseng, Warrenton, Warrenvale

## Nachbardistrikte
- Dr Ruth Segomotsi Mompati
- Lejweleputswa
- Pixley Ka Seme
- Xhariep
- ZF Mgcawu (ehemals Siyanda)
- John Taolo Gaetsewe

## Demografie
Der Distrikt hat 382.086 Einwohner (Stand: 2022) auf einer Gesamtfläche von 12.836 km², er ist damit der kleinste Distrikt im Nordkap.

## Nationalparks und Naturschutzgebiete
- Kamfersdam
- Mokala National Park
- Witsand Nature Reserve